# Аль-Хакім
Аль-Хакім бі Амріллах або повністю Абу-Алі Мансур аль-Хакім бі-Амрі-Алла  (13 серпня 985 — 13 лютого 1021) — ісмаїлітський халіф із династії Фатімідів. Правив у 996—1021 роках, тобто в 386—411 роках хіджри. На його час припало найбільше розширення кордонів держави, водночас намітилися ознаки занепаду халіфату.

## Біографія

### Перші роки правління
Походив з династії Фатімідів. Син халіфа Абу Мансура ал-Азіза Біллаха. При вступі на престол в Рамадані 386 року хіджри йому було 11 років та 5 місяців.
Молодість володаря послабила центральну владу. Ця боротьба точилася між «старою гвардією» з кочових берберів, за допомогою яких Фатіміди свого часу й оволоділи Єгиптом, та очільниками тюркських найманців, залучених на службу батьком Хакіма Аль-Азізом. Роздратування у кочовиків викликало й зростання впливу місцевого чиновництва, більшість якого складали християни та євреї. Навіть візиром покійного Аль-Азіза був християнин Ібн Настуріс.
Проте, не маючи підтримки серед військових, чиновництво не могло конкурувати з іншими претендентами на владу на рівних. Тому берберам не важко було переконати Хакіма звільнити і стратити Ібн Настуріса. Керівником уряду став ватажок берберів Ібн Аммар. Проте молодий халіф — несподівано навіть для радників — виявив характер і відмовився робити його візиром, і той змушений був вдовольнитися посадою васіти.
Тюркські найманці натомість знайшли спільну мову з наставником халіфа Барджаваном. Спочатку на вулицях Каїра, згодом в Сирії спалахнула справжня війна. Спершу в битві при Ашкелоні тюрки зазнали поразки. Але потім вони здобули перемогу і змусили Ібн Аммара тікати з Каїра. Новим васітою став Барджаван. Новий керівник уряду намагався бути рівновіддаленим від угруповань суперників. За його розпорядженням «попереднику» Ібн Аммару навіть виплачували «пенсію» за державний кошт.
У 1000 році Хакім несподівано наказав своєму рабу вбити Барджавана. Халіф вирішив правити сам, без посередників, що «перестали бути потрібними».

### Зовнішня політика
За правління Хакіма тривала війна з Хамданідами за Північну Сирію. У 1002 році, після остаточного розгрому Хамданідів, Халеб (Алеппо) визнав владу халіфа і прийняв намісника аль-Хакіма. Разом з тим відбувається послаблення позицій в Сицилії, де посилилися Кальбіти. У 1003 році фатімідський флот зазнав поразки від венеційців у битві при Барі, а 6 серпня 1005 року — від пізанського флоту у битві в Мессінський протоці. Все це спричинило занепад флоту та відповідно втрату контролю над районами Іфрикії, насамперед в сучасному Тунісі, де посилилася династія намісників Зіридів.
Втім більше уваги аль-Хакім приділяв боротьбі з Аббасидським халіфатом та державою карматів в Бахрейні. Але досягти перемоги над цими ворогами фатімідський халіф не зміг. Відомо, що аль-Хакім у 1008 році відправив своє посольство до Китаю.

### Внутрішня політика
Про заходи, вжиті Хакімом з того часу, як він почав керувати державою самостійно, збереглися чисельні, але уривчасті свідчення, що більше нагадують анекдоти. Відомо, що наказів було надзвичайно багато, стосувалися вони зовсім різних сторін життя і вигадував та видавав їх володар зі справді шаленою для середньовіччя швидкістю.
Деякі з реформ Хакіма були й справді революційними для того часу. Він, зокрема, заборонив рабовласництво і лихварство — у цілковитій відповідності до настанов Корану. Халіф будував дороги і канали, виплачував допомогу жертвам повеней, намагався регулювати ціни на продовольство і взагалі навести лад у торгівлі. За переказами, одного з м'ясників, який ошукував покупців, халіф зарізав його власним тесаком, а нечесних торговців за наказом Хакіма ґвалтував темношкірий слуга володаря Масуд.
Володар наказав вбити в країні усіх собак (за іншою версією — собак, які не мали господарів), заборонив продаж риби без луски, страв із суміші риби та меленого гороху і взагалі продуктів, що швидко псувалися у спеку.
Хакім запровадив заборону торгівлі вдень під час Рамадану, який тоді припадав на спекотні місяці року, водночас взимку торговища мали були відкриті вдень.
Оскільки мусульманам було заборонено вживати алкогольні напої, Хакім заборонив їх виробництво і продаж, але при цьому поширив заборону на всіх підданих, включно з євреями і християнами, по суті оголосивши поза законом християнське причастя. До того ж нещадно вирубували виноградники, якими Єгипет до цього славився на все Середземномор'я, а також фруктові сади, бо з інших плодів також можна було робити п'янкі трунки. Були знищені усі запаси меду — в одному Фустаті вміст 5 тисяч посудин вилили просто до Нілу.
Турбуючись про цнотливість єгиптян, Хакім закрив усі розважальні заклади та боровся з проституцією. Водночас він заборонив багатоженство (мати кілька дружин дозволялося, але лише як виняток і в особливих випадках) і заборонив жінкам залишати без особливої потреби свої домівки, навіть для відвідування лазень. З купалень були зняті усі написи, які б дозволяли відвідувати їх представницям жіночої статі, а одну лазню, яка наважилася порушити заборону, спалив разом з жінками, які насмілилися до неї прийти. Хакім забороняв з'являтися на вулиці жінкам з відкритим обличчям і навіть виготовляти для них взуття — щоб просто не було можливості виходити з дому.
Недоброзичливці підрахували, що за правління Хакіма було страчено щонайменше 18 тисяч людей. І дуже часто халіф наполягав на своїй присутності під час страт.
Згодом з'явилися перекази, що Хакім вів виключно нічний спосіб життя (за однією з гіпотез він страждав на одну з рідкісних хвороб — алергію на сонячне світло). А відтак — нічний спосіб життя змушене було вести все населення Каїра та Фустата.

### Релігійна й освітня політика
До певного часу Хакім ставився до представників немусульманських віросповідань з певною поблажливістю — зрештою, відомо, що мати халіфа була християнкою, а два його дядьки навіть служили єпископами. Проте з кінця 1004 року проти «невірних» почали запроваджувати обмеження, і щоразу суворіші. Їм заборонили відкрито святкувати Богоявлення та Великдень, усіх немусульман зобов'язали носити пояси і тюрбани чорного кольору, під час відвідування лазні християни мали надягати на шиї хрести (дехто вважає, що саме тоді й з'явилася традиція натільних хрестів), в юдеї — дзвіночки. Зрештою, немусульманам взагалі заборонили з'являтися на публіці без символів свого віросповідання, а щоб вони були помітні — вимагали робити їх великими і важкими, тож, за переказами, іноді вони більше нагадували ярма. Жінки-немусульманки мали ходити в непарному взутті.
Ставлення халіфа до мусульман-суннітів теж погіршилося. У 1005 році Хакім наказав виставити на загальний огляд написи з прокляттями на адресу давніх халіфів з родини Омеядів, а також дружини Мухаммеда Айші та інших його родичів — за те, що вони відмовилися зробити халіфом Алі, який згідно з віруваннями шиїтів, був єдиним справедливим наступником пророка. Кожного року дошки з прокляттями мали оновлюватися. Єгиптяни казали, що Хакім прокляв усіх халіфів, включно з «праведними», окрім Алі.
При цьому володар вважав себе неабияким просвітителем. І справді дбав про освіту. У тому ж 1005 році в Каїрі був заснований «будинок мудрості» — Дар-аль-Хікма, в якому викладали не лише теологію, а й філософію, астрономію та інші світські науки. Навчатися в цьому закладі могли усі охочі, а щоб навчання було справді ґрунтовним, Хакім передав в розпорядження «будинку мудрості» свою величезну бібліотеку, яка, за переказами, нараховувала 600 тисяч книжок. За кошти володаря була збудована обсерваторія на горі Мукаттам. Не дивно, що видатний дослідник зорь аль-Юнус, якому Хакім надавав всебічну підтримку, присвятив халіфу свої славетні астрономічні таблиці, що й зараз носять ім'я «хакімових».
Халіф також добре знався на музиці і поезії, сам писав вірші й підтримував письменників та інших митців.
Проте роздратування правлінням халіфа, який відкрито демонстрував зневагу до релігійних переконань підданих, зростало. Його захоплення астрономією чутки тлумачили як язичницьке поклоніння планеті Сатурн. У очах єгиптян володар стрімко перетворювався на чорнокнижника і навіть чаклуна.
Халіф намагався протиставити православному істеблішменту несторіан та яковітів. Під їхній контроль у 1009 році він вирішив передати найшанованіші християнські святині, найбільшою з яких, безумовно, був Храм Гроба Господнього в Єрусалимі. Обурені цим наказом халіфа, православні розповідали про плюндрування святилища, а в переказах зміна господаря взагалі перетворилася на історію про руйнування храму, а єгипетський володар став «новітнім Навуходоносором». З часом це дало привід для втручання візантійців (хоча наступники Хакіма дозволили їм навіть оновити Храм Гроба Господнього, за власний кошт, звісно) і потім — і Хрестових походів.
На опір халіф відповів репресіями. Чимало православних церков та монастирів, а також чомусь синагог, у відповідь на непокору й справді було зачинено — хоч цифра у 30 тисяч і здається перебільшеною.
У 1017 році халіф несподівано зменшив свої гоніння на християн і євреїв, надавши кожному можливість сповідувати свою релігію. Водночас перестав відправляти покривало для Кааби і став перешкоджати здійсненню хаджу до Мекки. Разом з тим він начебто остаточно повірив у свою божественність. Кілька разів його підданим оголошували, що халіф є божеством, але його культ не утвердився.
Панування аль-Хакіма закінчилося зовсім несподівано. Щовечора халіф на сірому віслюку виїжджав з палацу, проїжджав по вулицях міста і відправлявся в пустелю. Виїхавши одного разу 1021 року з міста, він відпустив своїх слуг і зник. Через кілька днів виявили тільки понівеченого віслюка і одяг халіфа. Самого ал-Хакіма або його тіла більше ніколи не бачили. З цього моменту послідовники халіфа очікують його нового пришестя. Офіційне ісмаїлістське дава засудило ці погляди, а послідовники аль-Хакіма переселилися в гори Лівану, де в даний час відомі як друзи.
Владу успадкував його син Алі аз-Захір.

## Зовнішність
Відповідно до старовинних хронік вигляд його повинен був лякати, ніхто не міг витримати погляду його великих темно-блакитних очей, в той же час він володів страшним, громовим голосом.
Аль-Хакім завжди з'являвся перед народом в простому одязі, не мав жодної коштовності. У його спілкуванні було багато норовитості і мінливості, в поєднанні з жорстокістю, безбожництвом і марновірством. Молився він, звернувшись до планети Сатурн, і був переконаний, що знаходиться в постійному спілкуванні з дияволом.